# Renato Olmi
Renato Olmi (Trezzo sull'Adda, 12 luglio 1914 – Crema, 15 maggio 1985) è stato un calciatore italiano, di ruolo centrocampista. Fu Campione del Mondo nel 1938 con la Nazionale Italiana.

## Caratteristiche tecniche
Giocava come centromediano.

## Carriera
Viene abbandonato dalla madre al brefotrofio di Milano ed è affidato a una coppia cremasca. 
Cominciò la sua carriera a 15 anni in una squadra uliciana di Crema prima di approdare al Crema e dopo due stagioni disputate nella Cremonese, passò prima al Brescia, poi all'Ambrosiana Inter con la quale vinse due scudetti.
Totalizzò tre partite in nazionale partecipando come riserva ai Campionati del Mondo del 1938, in Francia.
Nel 1941 passò alla Juventus disputando 18 partite e segnando un gol, rifece poi la sua carriera a ritroso tornando per un anno all'Ambrosiana Inter, per due anni alla Cremonese e terminando la sua carriera al Crema 1908 nel 1949 dopo aver disputato due campionati in Serie B e uno in Serie C. Si sposa con Giovanna Crivelli, cremasca e studentessa alla Facoltà di Lettere dell’Università Cattolica ed hanno tre figlie. Si afferma come imprenditore. Nel 2015 l’A.C. Crema gli dedica la maglia numero 5 e gli intitola la Curva Nord dello stadio Voltini.

## Statistiche

### Cronologia presenze e reti in nazionale
| Cronologia completa delle presenze e delle reti in nazionale ― Italia | Cronologia completa delle presenze e delle reti in nazionale ― Italia | Cronologia completa delle presenze e delle reti in nazionale ― Italia | Cronologia completa delle presenze e delle reti in nazionale ― Italia | Cronologia completa delle presenze e delle reti in nazionale ― Italia | Cronologia completa delle presenze e delle reti in nazionale ― Italia | Cronologia completa delle presenze e delle reti in nazionale ― Italia | Cronologia completa delle presenze e delle reti in nazionale ― Italia |
| Data                                                                  | Città                                                                 | In casa                                                               | Risultato                                                             | Ospiti                                                                | Competizione                                                          | Reti                                                                  | Note                                                                  |
| --------------------------------------------------------------------- | --------------------------------------------------------------------- | --------------------------------------------------------------------- | --------------------------------------------------------------------- | --------------------------------------------------------------------- | --------------------------------------------------------------------- | --------------------------------------------------------------------- | --------------------------------------------------------------------- |
| 14/04/1940                                                            | Roma                                                                  | Italia                                                                | 2 – 1                                                                 | Romania                                                               | Amichevole                                                            | -                                                                     |                                                                       |
| 05/05/1940                                                            | Milano                                                                | Italia                                                                | 3 – 2                                                                 | Germania                                                              | Amichevole                                                            | -                                                                     |                                                                       |
| 01/12/1940                                                            | Genova                                                                | Italia                                                                | 1 – 1                                                                 | Ungheria                                                              | Amichevole                                                            | -                                                                     |                                                                       |
| Totale                                                                |                                                                       | Presenze                                                              | 3                                                                     |                                                                       | Reti                                                                  | 0                                                                     |                                                                       |

## Palmarès

### Club

#### Competizioni nazionali
- Serie C: 1

Cremonese: 1935-1936
- Campionato italiano: 2

Ambrosiana: 1937-1938, 1939-1940
- Coppa Italia: 2

Ambrosiana: 1938-1939
Juventus: 1941-1942

### Nazionale
- Campionato mondiale: 1

Francia 1938